# رنه والف
رنه والف (فرانسوی: René Waleff‎؛ ۳۰ نوامبر ۱۸۷۴  – ۳۱ مارس ۱۹۶۱) قایقران روئینگ اهل فرانسه بود.
وی در مسابقات کشوری و بین‌المللی در مجموع برندهٔ ۱ مدال طلا، ۱ مدال نقره شده‌است.